# Callechelys maculatus
Callechelys maculatus är en fiskart som beskrevs av Chu, Wu och Jin, 1981. Callechelys maculatus ingår i släktet Callechelys och familjen Ophichthidae. Inga underarter finns listade.